# American Academy of Arts and Sciences

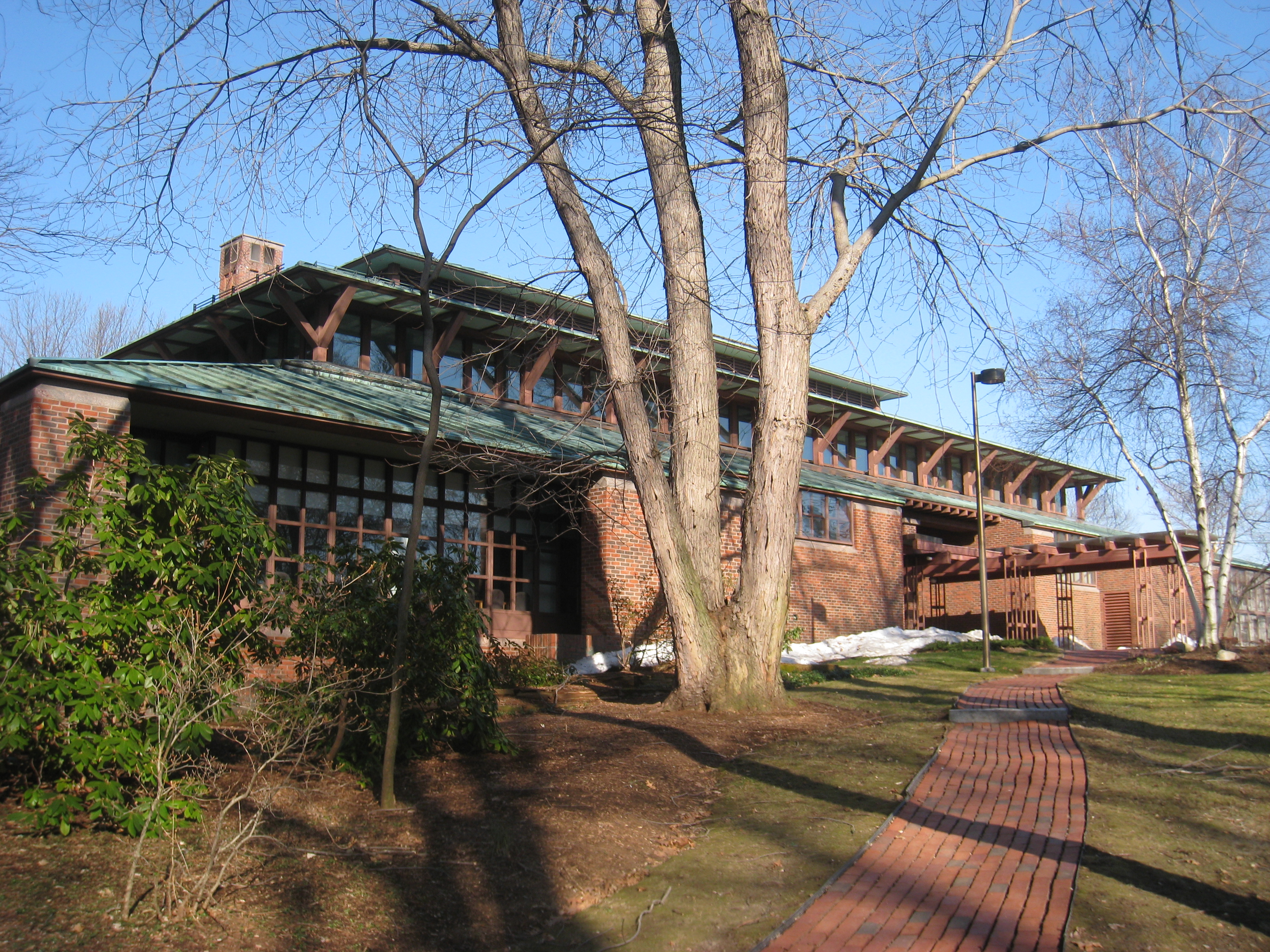
Akademins byggnad i Cambridge.

American Academy of Arts and Sciences (AAAS) är en lärd akademi i Cambridge, Massachusetts, USA.
Akademin grundades 1780 i Boston av James Bowdoin, John Adams och John Hancock. Den beskriver sig själv som ett oberoende policyforskningscentrum som studerar komplexa och nya utmaningar på ett flerdisciplinärt sätt. Den har 4000 amerikanska medlemmar (Fellows) och 600 utländska hedersmedlemmar.